# Anse Figuier
L'Anse Figuier est une plage située sur la commune de Rivière-Pilote en Martinique.

## Géographie
Le site est accessible par la route à partir du hameau du Poirier. La plage est située à l'est de la pointe Figuier.

## Tourisme
L'anse abrite une plage populaire non surveillée, très fréquentée. 
L'Écomusée de Martinique est situé juste derrière la plage.

## Quelques photos du site

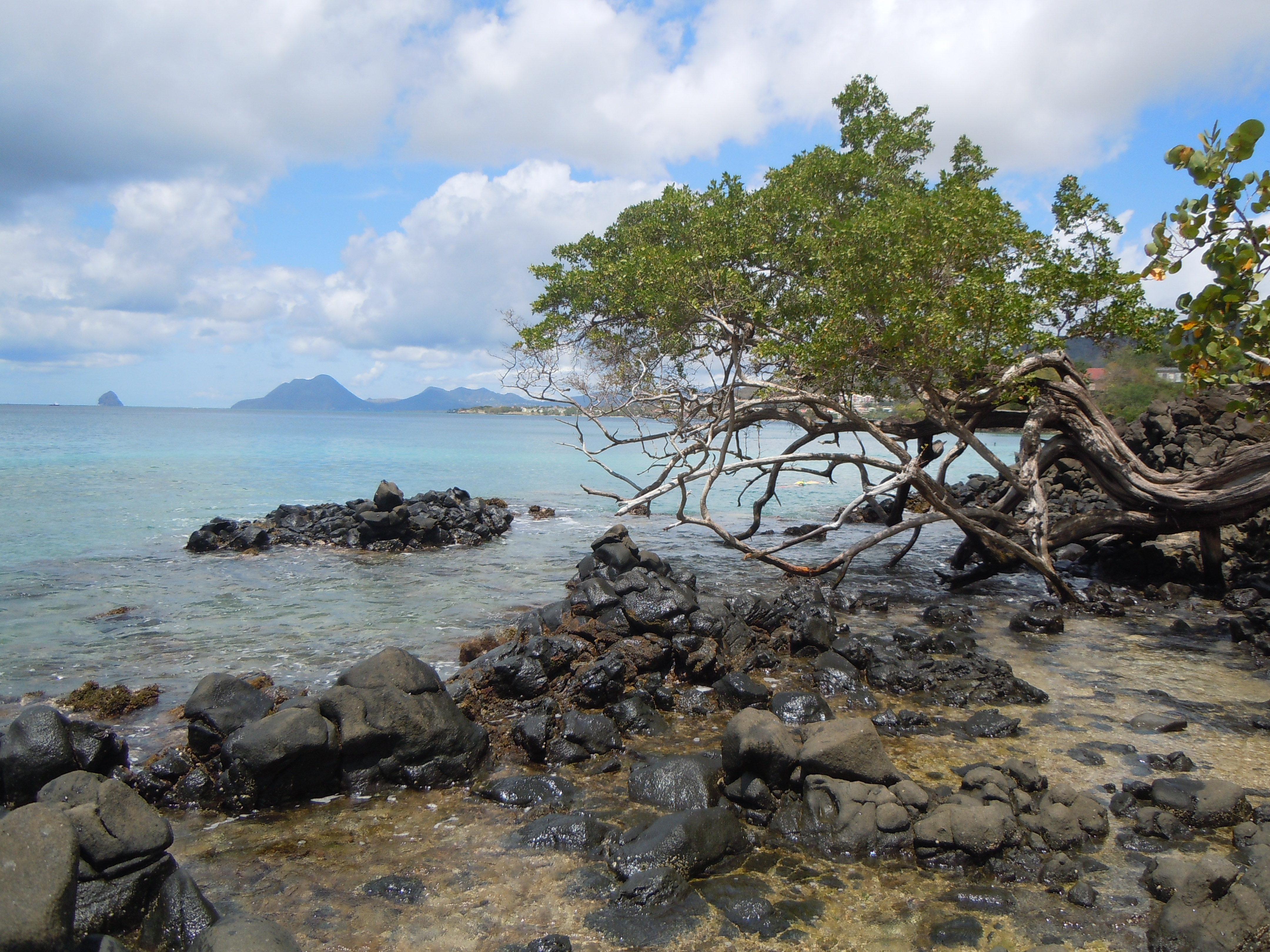
Quelques rochers et vue sur le Rocher du Diamant et le Morne Larcher.
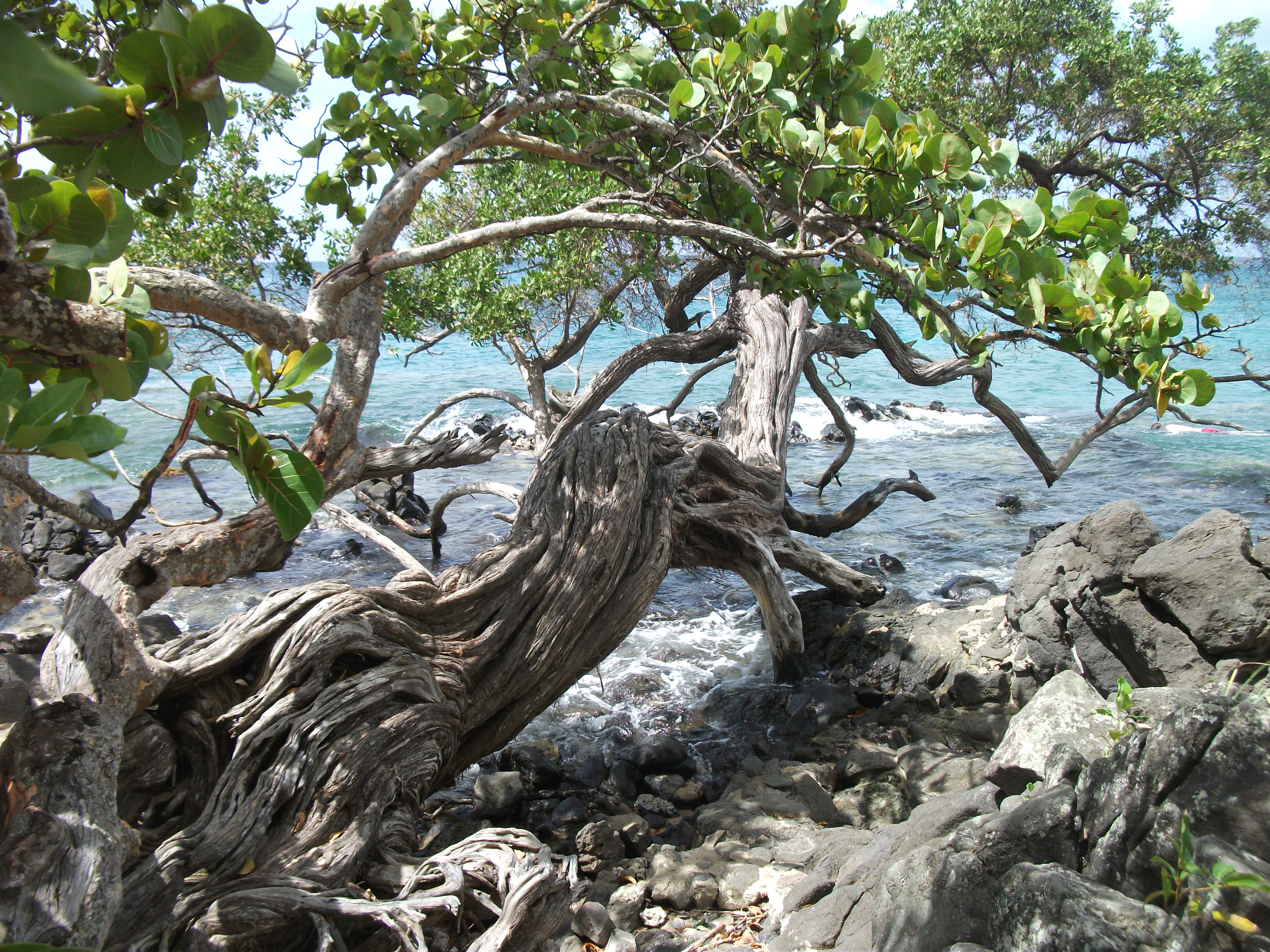
Raisinier bord de mer, Coccoloba uvifera sur la plage.